# Jovsa
Jovsa este o comună slovacă, aflată în districtul Michalovce din regiunea Košice. Localitatea se află la altitudinea de 134 m deasupra n.m., se întinde pe o suprafață de 18,44 km2 și în 2017 număra 797 de locuitori.

## Istoric
Localitatea Jovsa este atestată documentar din 1418.

## Demografie
| An:                | 1994 | 2004   | 2014   | 2024   |
| ------------------ | ---- | ------ | ------ | ------ |
| Număr de persoane: | 834  | 836    | 800    | 858    |
| Diferență:         |      | +0,23% | −4,30% | +7,25% |

| An:                | 2023 | 2024   |
| ------------------ | ---- | ------ |
| Număr de persoane: | 845  | 858    |
| Diferență:         |      | +1,53% |